# Discernimento degli spiriti
L'espressione neotestamentaria discernimento degli spiriti (διακρισεις πνευματων, "diakriseis pneumaton")  indica  la facoltà (o carisma, dono della grazia di Dio) posseduta da una persona nel contesto della comunità cristiana, di discernere gli spiriti maligni dall'autentico Spirito di Dio, la verità dall'errore, la buona fede dalla malafede, la trasparenza dall'inganno. Il discernimento è una facoltà propria degli esseri personali, vale a dire dotati di spirito: Dio, gli angeli e il genere umano (dotato di anima spirituale e corpo).
Un elenco di questi carismi si trova nella prima epistola ai Corinzi: 
(1 Corinzi 12:8-11)
Nel quadro concettuale della Bibbia, gli spiriti malvagi sono tanto più pericolosi, in quanto possono cercare intenzionalmente di ingannare le persone. L'Apostolo Paolo parla infatti di "spiriti seduttori" ("Or lo Spirito dice espressamente che negli ultimi tempi alcuni apostateranno dalla fede, dando ascolto a spiriti seduttori e a dottrine di demoni", 1 Timoteo, 4:1).
Ogni messaggio profetico (un messaggio che afferma procedere da Dio), quindi, deve essere discusso dalla comunità cristiana per verificarne l'attendibilità. Forse l'esempio più chiaro di questo si trova in 1 Corinzi, 14:29 ("Parlino due o tre profeti, e gli altri giudichino"), dove si afferma il principio della necessità che la profezia sia attentamente verificata.
Un esempio biblico di discernimento degli spiriti è il caso dell'apostolo Pietro che comprende e rivela ciò che segretamente avevano fatto Anania e Saffira: "Ma Pietro disse: «Anania, perché ha Satana riempito il tuo cuore per farti mentire allo Spirito Santo e trattenere una parte del prezzo del podere?" (Atti, 5:3).
Il discernere se per la bocca di un ispirato parla lo Spirito Santo o meno, non era e non è cosa facile. Certo, l'Apostolo Paolo precisa che se un carismatico dice "Gesù è anatema!" (maledetto, mendace,  falso Messia)  quel tale non può essere posseduto che da uno spirito malvagio; così se uno dice invece: "Gesù è il Signore," (riconoscendo l'identità di Gesù) ciò è garanzia che lo Spirito Santo ha parlato (1 Corinzi 12:3).  Questo criterio, però, non è sempre sufficiente, perché l'una o l'altra delle due formule possono essere assenti in una comunicazione spirituale. In questo caso bisognerà fare appello ad altri cristiani “carismatici” che hanno appunto il dono di discernere gli spiriti.
Si veda anche 1 Giovanni, 4:1, sebbene qui il termine profeta sia preso in senso molto generale: "Carissimi, non credete ad ogni spirito, ma provate gli spiriti per sapere se sono da Dio, perché molti falsi profeti sono usciti fuori nel mondo".
Altri criteri sono indicati in Matteo 7:15-20 (cfr. Galati 5:22-23); Romani 12,2; 1 Corinzi 13:1-3; 14:32-33, 37-38).

## Il discernimento degli spiriti oggi
C'è chi afferma (soprattutto nell'ambito del Protestantesimo) che il discernimento degli spiriti, in quanto speciale carisma, fosse solo necessario nel tempo in cui il canone del Nuovo Testamento non era ancora completo per proteggere la Chiesa da errori dottrinali e devianze. Secondo questa posizione, oggi la Bibbia soltanto, regola ultima di fede e di condotta, sarebbe sufficiente come criterio di discernimento. Altri, nell'ambito del Cattolicesimo, mettono in rilievo come tali criteri di discernimento si trovino soprattutto nella conformità al Magistero ecclesiastico, forti del fatto che soltanto i vescovi possiedono il carisma certo della verità (charisma veritatis certum) in quanto successori degli apostoli e detentori dello Spirito Santo Dio.
Altri ancora sostengono, però, che questo non sia sufficiente, sostenendo la validità e l'importanza permanente di tale dono o capacità spirituale, congiunta all'intuizione naturale, alla conoscenza e all'esperienza. Questa posizione è messa particolarmente in evidenza dai movimenti cosiddetti carismatici nell'ambito delle confessioni cristiane.
Ignazio di Loyola, nei suoi "Esercizi spirituali", espone le modalità dell'esame di coscienza e fa precedere le sue istruzioni da un “presupposto” che introduce l'esercitante nella dinamica e nella prospettiva del discernimento degli spiriti.